# X-41 Common Aero Vehicle

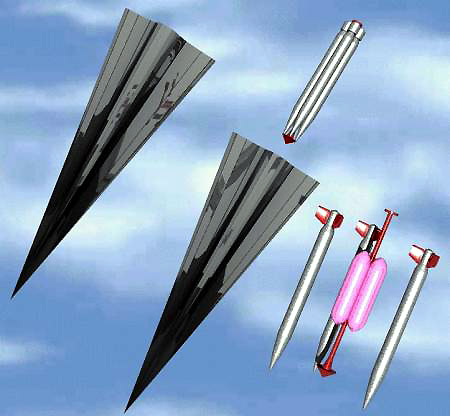
Planeador espacial de información clasificada

El X-41 Common Aero Vehicle es la designación de un planeador espacial de información clasificada, por el Ejército de los Estados Unidos y bajo desarrollo del Pentágono. Las especificaciones e imágenes del programa no han sido mostradas al público aún, derivando en una falta de información en sus avances. 
Ha sido descrito como un vehículo experimental maniobrable de reingreso, capaz de transportar una carga de 1000 libras en una trayectoria suborbital a velocidades hipersónicas, siendo liberada está en la atmósfera.
Este vehículo es parte del Force Application and Launch from Continental United States - FALCON (Aplicación de fuerza y lanzamiento desde los Estados Unidos continental), un programa dirigido por DARPA y la NASA
El Pentágono lo define como una cápsula espacial suborbital, capaz de ser lanzada desde los Estados Unidos, llevando consigo armamento convencional a cualquier parte del mundo en un tiempo cercano a las dos horas. La primera generación de este vehículo, se espera esté lista para el 2010 y será capaz de proveer una capacidad de alcance global contra cualquier objetivo.

### Secuencias de designación
- Secuencia X-_ (Aviones eXperimentales estadounidenses, 1948-presente): ← X-38 - X-39 - X-40 - X-41 - X-42 - X-43 - X-44 MANTA →

### Listas relacionadas
- Anexo:Aeronaves de la Fuerza Aérea de los Estados Unidos (históricas y actuales)